# NGC 231

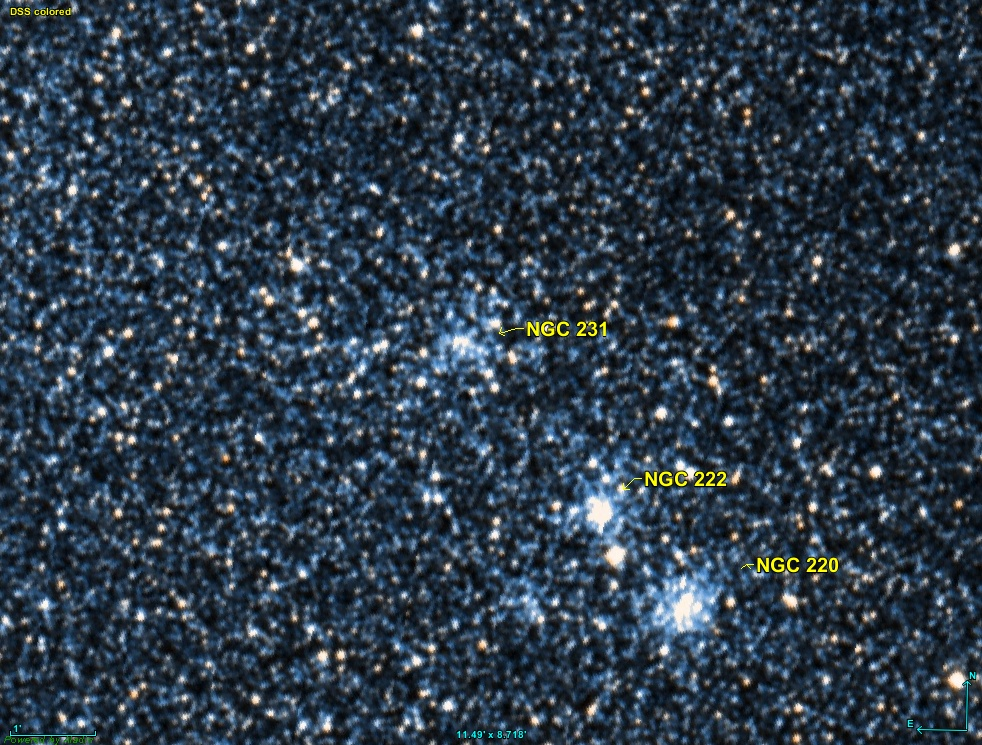
NGC 231, cúmulo abierto en la Pequeña Nube de Magallanes

NGC  231 es un cúmulo abierto en la Pequeña Nube de Magallanes. Se encuentra en la constelación de Tucana. Fue descubierto el 1 de agosto de 1826 por James Dunlop.